# Абдуллаев, Фархад Саиб оглы
Фархад Саиб оглы Абдуллаев (азерб. Fərhad Sahib oğlu Abdullayev; род. 5 декабря 1958, Баку) — юрист Азербайджана. Председатель Конституционного суда Азербайджана (с 2003)

## Биография
Родился 5 декабря 1958 года в г. Баку. В 1980 году окончил юридический факультет Московского государственного университета им. М. В. Ломоносова.
В 1980 году по направлению был принят на работу в Верховный суд Азербайджанской CСР. Сначала работал в качестве консультанта, затем главного консультанта. С 1985 года являлся начальником отдела Верховного суда.
В 1990 году Верховным Советом Азербайджана избран судьей Верховного суда Азербайджана. Проработал на этой должности до 2000 года.
28 августа 2000 года назначен судьёй Апелляционного суда Азербайджана и заместителем Председателя Апелляционного суда Азербайджана.
Исполнял данные обязанности до 25 июня 2003 года.
25 июня 2003 года после утверждения Милли Меджлисом Азербайджана Указом Президента Азербайджана назначен Председателем Конституционного суда Азербайджана. 24 июня 2013 года вновь был назначен на должность Председателя Конституционного суда Азербайджана.
Наряду с участием в отправлении правосудия в Азербайджане, принимал участие в разработке ряда законопроектов.
Занимается педагогической и научной деятельностью. Доктор юридических наук. Член Комиссии по борьбе с коррупцией Азербайджана.
16 июля 2009 года присвоено почетное звание Заслуженный юрист Азербайджана.

## Книги
1. Проблемы совершенствования уголовного судопроизводства в Апелляционном суде (2005, на азербайджанском)
2. Теоретические и практические проблемы конституционного судопроизводства в Азербайджанской Республике (2009, на азербайджанском)
3. Правовые позиции Конституционного суда Азербайджанской Республики (2013, на азербайджанском)
4. Правовые позиции Конституционного суда Азербайджанской Республики» (2018 год, в 2 частях, на азербайджанском, английском)

## Награды
- Орден «Слава» (5 декабря 2018, за плодотворную деятельность в судебных органах Азербайджана)[5]
- Медаль «100-летие Азербайджанской Демократической Республики» (27 мая 2019)
- Орден «Достык» II-ой степени (Казахстан) (за заслуги в укреплении сотрудничества между государствами, 12 августа 2020)